# ナルトレキソン
ナルトレキソン（英: Naltrexone）は、レビア（英: ReVia）やビビトロル（英: Vivitrol）などの商標名で販売されている医薬品であり、アルコール依存やオピオイド使用障害の管理に用いられ、物質使用障害に伴う渇望や多幸感を軽減する。その他の嗜癖にも効果があることが知られており、適応外使用されることがある。オピオイド依存症で数日間の断薬が行われていない人にはナルトレキソンを投与するべきではない。 投与法は経口または筋肉内注射である。効果は30分以内に現れる。オピオイド欲求が減少するまでに数週間かかる場合がある。
副作用には、不眠症、不安、吐き気、頭痛などがあげられる。まだオピオイドを服用している人は、オピオイド離脱を起こす可能性がある。肝不全の人への使用は推奨されない。妊娠中の人への使用による安全性は不明である。ナルトレキソンはオピオイド拮抗薬であり、その作用機序はオピオイドの作用を阻害することによる。
ナルトレキソンが初めて作られたのは1965年であり、米国で医薬品として使用が認められたのは1984年である。1994年にはAUD治療薬として米食料医薬品局(FDA)に承認されている。2019年の米国での卸売り価格は、錠剤の場合は1日分約0.08米ドルである。徐放性注射の場合にかかる費用は、１か月分約1,267米ドル（1日分約41米ドル）である。 ナルトレキソンは、ナルトレキソン・ブプロピオンとして肥満の治療にも用いられる。WHO必須医薬品モデル・リストに掲載されている。2021年には、米国で254番目に処方される薬となり、100万回以上の処方があった。